# Gegantó Mustafà Petit del Pi
En Mustafà Petit del Pi és una rèplica infantil del famós Gegant del Pi. És pensat perquè el portin nens i nenes entre sis i deu anys. Té unes mides considerablement més reduïdes que les de la peça original, però els detalls són idèntics: el rostre, la vestimenta i la simbologia. El gegantó duu l'escut de la parròquia del Pi gravat al pit, l'espasa corbada i la característica simitarra que distingeix el rei moro.
Va ser estrenat per les festes de la Mercè del 2014 amb la il·lustradora Roser Capdevila com a padrina. La peça la va crear a Solsona el mestre imatger Manel Casserras i Solé i la roba és obra de membres de la colla gegantera, seguint rigorosament la vestimenta del gegant gran. A més, en Mustafà Petit del Pi és la primera peça d'imatgeria festiva de la ciutat finançada gràcies a una campanya de micromecenatge on-line.
En Mustafà Petit balla acompanyant la resta de la família de Gegants del Pi i surt per les festes de Santa Eulàlia, Sant Josep Oriol, la Mercè i allà on sigui convidat. Durant la resta de dies de l'any és exposat a la Casa dels Entremesos amb més peces d'imatgeria festiva de Ciutat Vella. La colla gegantera del Pi espera crear aviat la versió infantil de la gegantessa Elisenda, la parella d'en Mustafà.